# 전략적 투표
전략적 투표(戰略的投票, 영어: Tactical voting)는 선거에서 후보가 2명 이상일 때, 투표자가 자신의 의사를 그대로 표명하기 위해서가 아니라 원하는 결과를 얻기 위해 투표하는 것을 말한다.
전략적 투표를 하려면 개표결과(즉 이전 투표자들의 투표 성향)를 예측하고 투표해야 한다. 옛날에는 개인이 전략적 투표를 하기에 어려움이 있었으나, 현재는 여론 조사 등으로 개표 예측이 보도되기 때문에 개인도 어렵지 않게 전략적 투표를 할 수 있게 되었다.
개표 예측에는, 전략 투표하는 사람 자신의 투표 행동도 포함되어 있다. 이 때문에 어떤 시점의 개표 예측과, 그것에 따라 전략적으로 투표하는 사람의 투표 행동이 다른 경우, 개표 예측은 수정된다. 이러한 수정은 개표 예측이 그 투표의 내쉬 균형에 이를 때까지 계속된다. 이 때문에 전략 투표의 분석·예측 방법으로 내쉬 균형이 자주 활용된다.
하나의 투표로의 내시 균형은 하나만 있다고는 할 수 없으며, 여러 개 존재하는 경우도 있다. 개표 예측이 내시 균형의 하나와 일치하고 있으면 그 내시 균형이 실현된다. 이것은 곧 개표 예측 보도를 조작할 수 있는 사람이 있다면 내시 균형의 범위 내에서 투표 결과를 조작할 수 있다는 것을 의미한다.

## 같이 보기
- 내쉬 균형
- 후보 단일화